# Kujava Radinović
Kujava Radinović, död efter 1434, var en drottning av Bosnien 1399–1404 och 1409–1415 som gift med kung Ostoja av Bosnien. 
Hon hade en mäktig position under sin son Stefan Ostojićs regering 1418-1420, då hon såg till att döda sin makes andre hustru. Hon är känd för de intriger hon iscensatte med republiken Ragusas finansiella stöd mot sin sons efterträdare kung Tvrtko II.  